# گورستان چرگ
قبرستان چرگ مربوط به دوره قاجار است و در شهرستان خفر، بخش خفر، جنوب شرقی شهر خاوران، منطقه مسکونی چرک، بین باغات انار واقع شده و این اثر در تاریخ ۲۸ شهریور ۱۳۸۶ با شمارهٔ ثبت ۱۹۷۲۱ به‌عنوان یکی از آثار ملی ایران به ثبت رسیده است.